# Nowa Wieś Prudnicka
Nowa Wieś Prudnicka (dodatkowa nazwa w j. niem. Neudorf) – wieś w Polsce, położona w województwie opolskim, w powiecie prudnickim, w gminie Biała. Historycznie leży na Górnym Śląsku, na ziemi prudnickiej. Położona jest na terenie Kotliny Raciborskiej, będącej częścią Niziny Śląskiej.
W latach 1975–1998 miejscowość należała administracyjnie do ówczesnego województwa opolskiego.
Według danych na 2011 wieś była zamieszkana przez 209 osób.

## Geografia

### Położenie
Wieś jest położona w południowo-zachodniej Polsce, w województwie opolskim, około 10 km od granicy z Czechami, w zachodniej części Kotliny Raciborskiej, tuż przy granicy gminy Biała z gminą Strzeleczki. Należy do Euroregionu Pradziad. Od północy sąsiaduje z rezerwatem wodno-leśnym Urszulanowice. Ma charakter rolniczy.

### Środowisko naturalne
W Nowej Wsi Prudnickiej panuje klimat umiarkowany ciepły. Średnia temperatura roczna wynosi +8,3 °C. Duże zróżnicowanie dotyczy termicznych pór roku. Średnie roczne opady atmosferyczne w rejonie Nowej Wsi Prudnickiej wynoszą 614 mm. Dominują wiatry zachodnie.

## Nazwa
W Spisie miejscowości województwa śląsko-dąbrowskiego łącznie z obszarem ziem odzyskanych Śląska Opolskiego wydanym w Katowicach w 1946 wieś wymieniona jest pod polską nazwą Nowa Wieś. 9 września 1947 nadano miejscowości nazwę Nowa Wieś Prudnicka. 24 listopada 2008 wprowadzono dodatkową nazwę wsi w języku niemieckim – Neudorf.

## Historia
Wieś została założona w 1300 pod łacińską nazwą Nova Villa. Była to wieś zagrodnicza, stanowiąca własność folwarku.
Do 1742 wieś należała do powiatu sądowego głogóweckiego w Monarchii Habsburgów. Po I wojnie śląskiej znalazła się w granicach Królestwa Prus i weszła w skład powiatu prudnickiego w prowincji Śląsk. Według urbarza z 1758, Nowa Wieś Prudnicka należała do dóbr zamku w Chrzelicach. W 1794 w centrum wsi ustawiony został dzwon. Służył on do ostrzegania mieszkańców w przypadku pożarów i innych wypadków, a także był używany w celach rytualnych – bił z okazji świąt religijnych i śmierci mieszkańców.

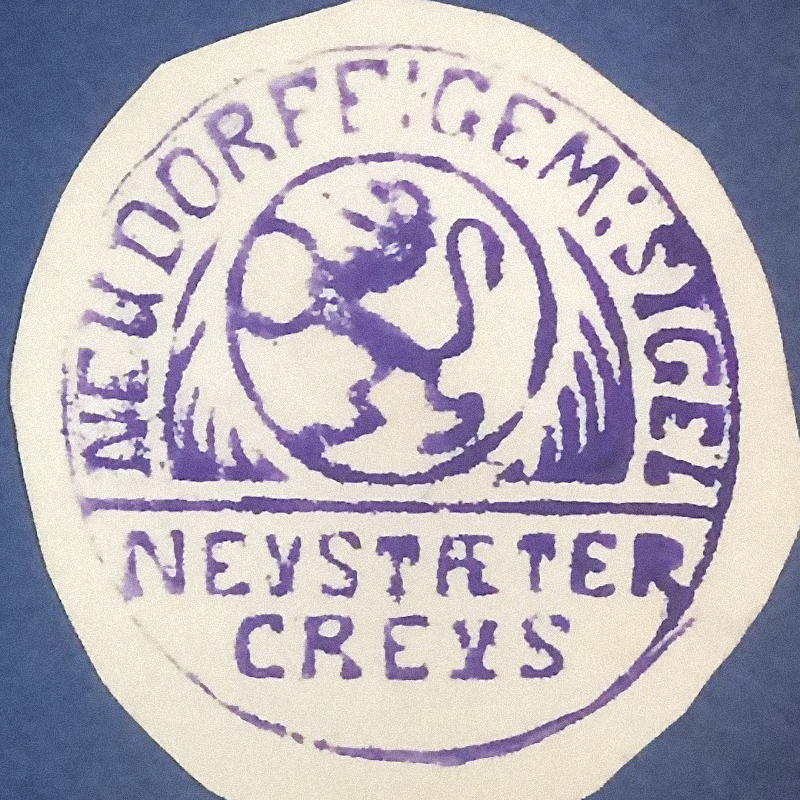
Pieczęć Nowej Wsi Prudnickiej (1911)

Wieś posiadała swoją własną pieczęć, która przedstawiała w polu wspiętego lwa zwróconego w prawo na kartuszu, po obu stronach kartusza wysokie kłosy, a w otoku napis: NEUDORFF: GEM: SIGEL: / NEYSTAETER CREYS (pol. Gmina Nowa Wieś Prudnicka / Powiat Prudnicki). Nowa Wieś Prudnicka weszła w skład majątku Tiele-Wincklerów w Mosznej na mocy fideikomisu, podpisanego przez Huberta von Tiele-Wincklera w 1892.

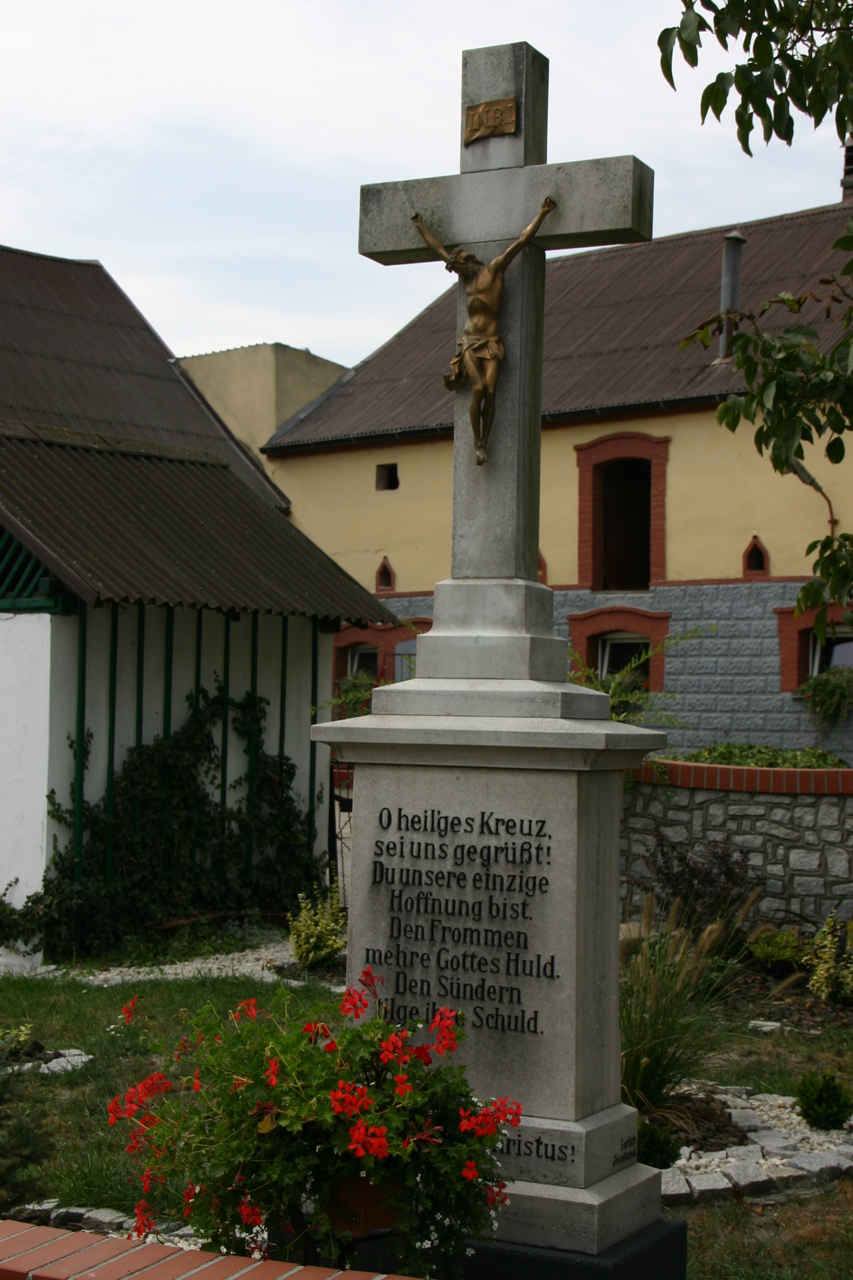
Krzyż z niemiecką inskrypcją

Według spisu ludności z 1 grudnia 1910, na 355 mieszkańców Nowej Wsi Prudnickiej 11 posługiwało się językiem niemieckim, a 344 językiem polskim. Po I wojnie światowej we wsi powstał pomnik upamiętniający mieszkańców wsi, którzy zginęli podczas niej.
W 1921 w zasięgu plebiscytu na Górnym Śląsku znalazła się tylko część powiatu prudnickiego. Nowa Wieś Prudnicka znalazła się po stronie wschodniej, w obszarze objętym plebiscytem. Do głosowania uprawnione były w Nowej Wsi Prudnickiej 243 osoby, z czego 175, ok. 72%, stanowili mieszkańcy (w tym 169, ok. 69,5% całości, mieszkańcy urodzeni w miejscowości). Oddano 240 głosów (ok. 98,7% uprawnionych), w tym 240 (100%) ważnych; za Niemcami głosowało 212 osób (ok. 88,3%), a za Polską 28 osób (ok. 11,6%).
18 lipca 1939 wieś ucierpiała w wyniku gradobicia. Deszcz i grad zniszczyły okoliczne pola i łąki. We wsi odbywały się ćwiczenia polowe żołnierzy Wehrmachtu z kompanii łączności garnizonu w Prudniku.
W latach 1945–1950 Nowa Wieś Prudnicka należała do województwa śląskiego, a od 1950 do województwa opolskiego. W latach 1945–1954 wieś należała do gminy Gostomia, a w latach 1954–1972 do gromady Gostomia. Podlegała urzędowi pocztowemu w Białej.
W 1949 we wsi znajdowały się między innymi: szkoła podstawowa prowadzona przez Inspektorat Szkolny w Prudniku, piekarz. Cegielnia Tiele-Wincklerów w Nowej Wsi Prudnickiej została przejęta przez Prudnickie Zakłady Terenowego Przemysłu Materiałów Budowlanych w Prudniku.

## Mieszkańcy
Miejscowość zamieszkiwana jest przez mniejszość niemiecką oraz Ślązaków. Mieszkańcy wsi posługują się gwarą prudnicką, będącą odmianą dialektu śląskiego. Należą do podgrupy gwarowej nazywanej Podlesioki.

### Liczba mieszkańców wsi
- 1845 – 209[30]
- 1855 – 209[31]
- 1871 – 223[32]
- 1885 – 230[33]
- 1905 – 261[34]
- 1910 – 355[18]
- 1933 – 348[35]
- 1939 – 341[35]
- 1966 – 268[36]
- 1998 – 219[37]
- 2002 – 190[37]
- 2009 – 209[37]
- 2011 – 209[37]
- 2013 – 211[38]

## Zabytki
Zgodnie z gminną ewidencją zabytków w Nowej Wsi Prudnickiej chronione są:
- kapliczka
- szkoła, nr 31

## Gospodarka
We wsi rozwinięta jest hodowla bydła i trzody chlewnej. Miejscowi rolnicy sprzedają zboże w Prudniku i Głogówku. W Nowej Wsi Prudnickiej siedzibę mają firmy Mechanika i Blacharstwo Pojazdowe Bernard Fiebich, Zakład Murarski Tomasz Gorek i Usługi Remontowo-Budowalne Mierzwa Patryk, zrzeszone w Cechu Rzemieślników i Przedsiębiorców w Prudniku.
Nowa Wieś Prudnicka wraz z całą gminą Biała podlega pod inspektorat ZUS w Prudniku.

## Transport

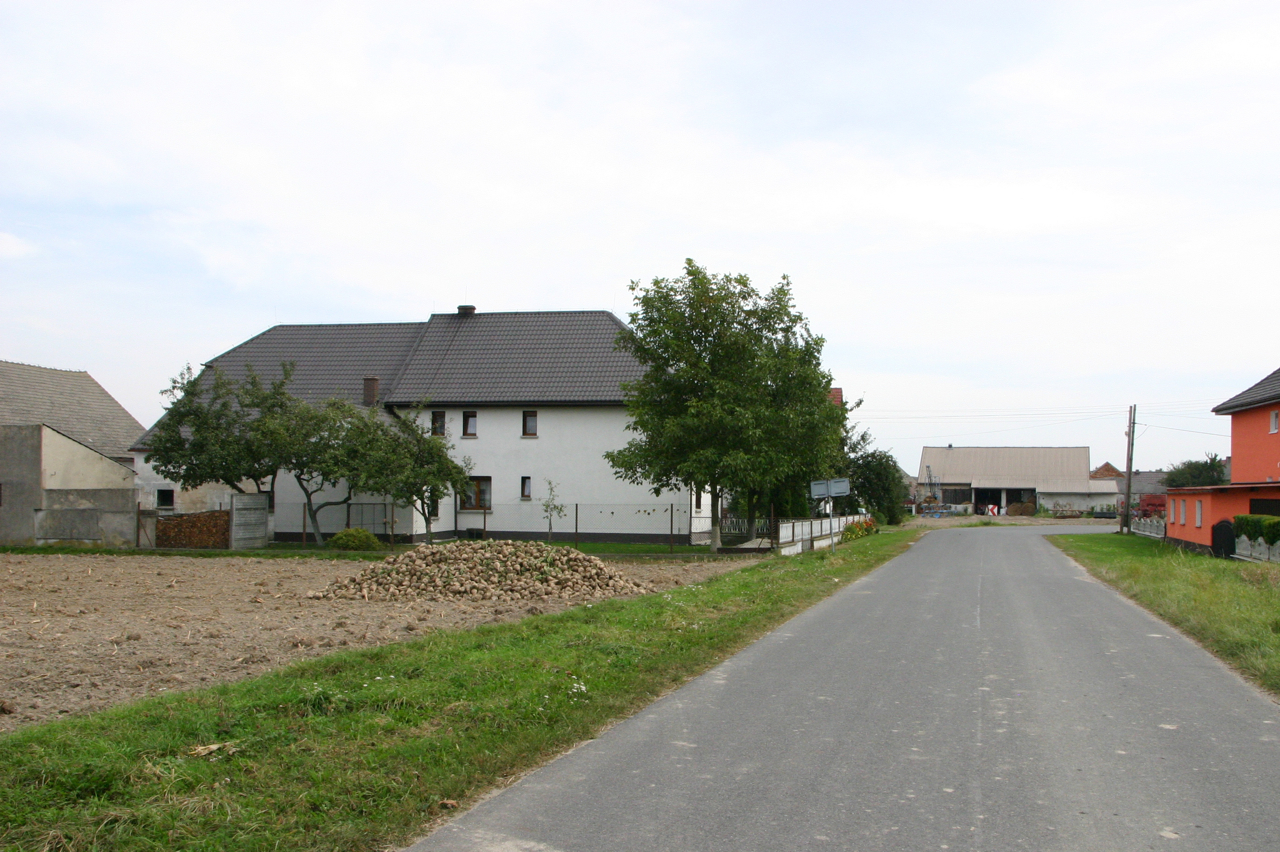
Droga powiatowa nr 1281O

W zarządzie Wydziału Drogownictwa Starostwa Powiatowego w Prudniku znajdują się drogi powiatowe: nr 1273O relacji Gostomia – Nowa Wieś Prudnicka oraz nr 1281O relacji Żabnik – Nowa Wieś Prudnicka – Czartowice – Golczowice – Zawada.
Nowa Wieś Prudnicka posiada połączenia autobusowe z Głogówkiem, Prudnikiem. We wsi znajduje się jeden przystanek autobusowy.
Transport autobusowy w Nowej Wsi Prudnickiej obsługiwany był przez PKS Prudnik. W 2004 prudnicki PKS został sprywatyzowany z udziałem Connex Polska. W 2008, w wyniku połączenia spółek PKS Connex Prudnik i PKS Connex Kędzierzyn-Koźle, utworzona została spółka Veolia Transport Opolszczyzna, w 2013 przejęta przez Arriva Bus Transport Polska. W 2019 Arriva wycofała się z Prudnika. Wówczas organizacją przewozów pasażerskich w Nowej Wsi Prudnickiej i okolicy zajęły się ościenne PKS-y. W grudniu 2021 powołano Powiatowo-Gminny Związek Transportu „Pogranicze”, mający na celu poprawę jakości transportu.

## Kultura
W Nowej Wsi Prudnickiej działa Niemieckie Koło Przyjaźni (Deutscher Freundeskreis) – oddział terenowy Towarzystwa Społeczno-Kulturalnego Niemców na Śląsku Opolskim. We wsi znajduje się świetlica środowiskowa, w której odbywają się zajęcia dla dzieci i młodzieży. W 1991 w Nowej Wsi Prudnickiej został założony dziecięcy zespół wokalno-taneczny „Źródełko” („Quellchen”), a w 1995 powstał zespół śpiewaczy „Neudorfer” dla dorosłych mieszkańców.

## Religia

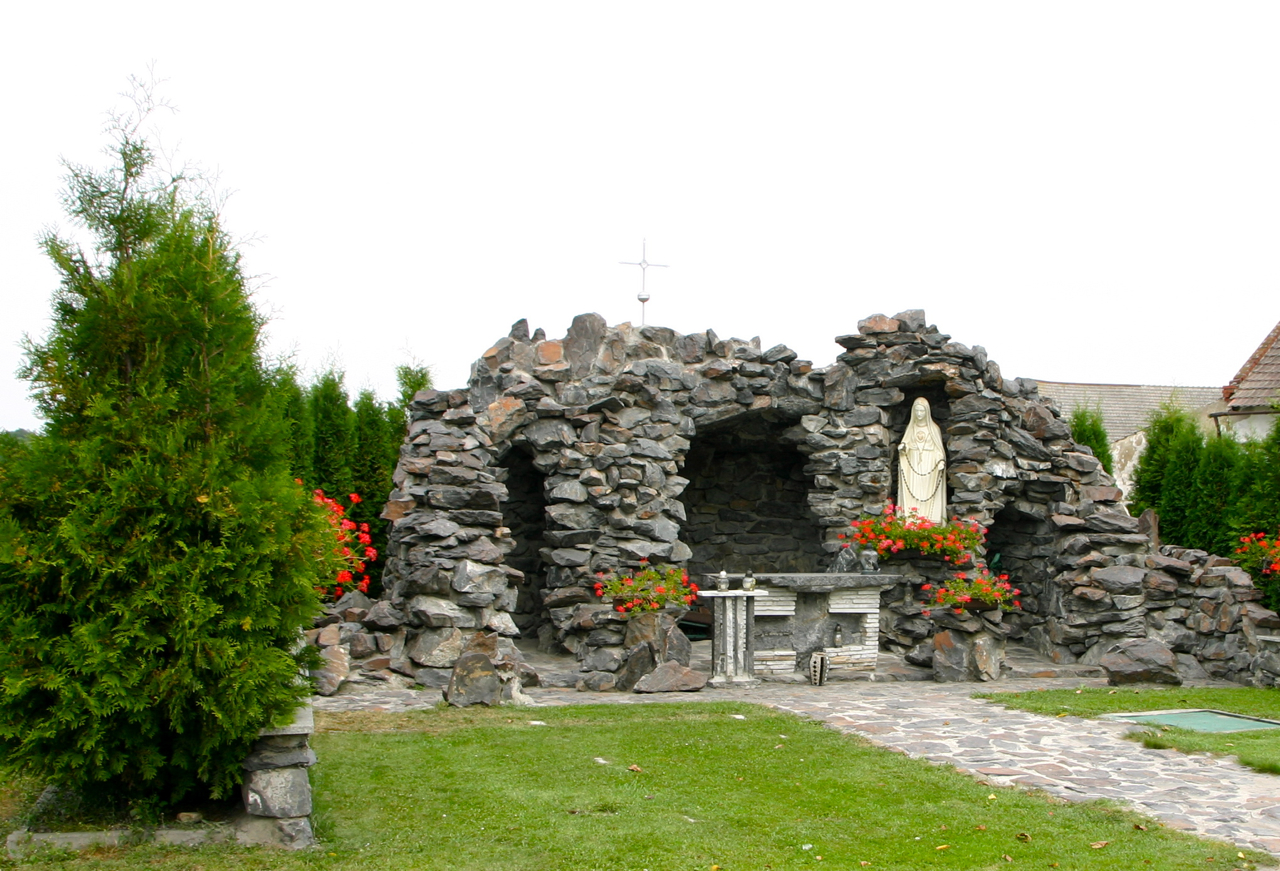
Grota lurdzka

Katolicy z Nowej Wsi Prudnickiej należą do parafii św. Jana Chrzciciela w Solcu (dekanat Biała). We wsi została wzniesiona tzw. „grota lurdzka”. Znajduje się w niej także kaplica.

## Polityka
W remizie ochotniczej straży pożarnej w Nowej Wsi Prudnickiej swoją siedzibę ma Obwodowa Komisja Wyborcza, do której należą sołectwa Nowa Wieś Prudnicka, Czartowice i Krobusz. W referendum w 2003 mieszkańcy obwodu opowiedzieli się za przystąpieniem Polski do Unii Europejskiej.
W wyborach parlamentarnych do Sejmu w 2005, 2007, 2011 i 2015 we wsi wygrała Mniejszość Niemiecka. W 2019 w Nowej Wsi Prudnickiej zwyciężyło Prawo i Sprawiedliwość. W 2023 największą ilość głosów zdobyła Koalicja Obywatelska.
W wyborach prezydenckich w 2005 mieszkańcy obwodu opowiedzieli się za Donaldem Tuskiem, w 2010 i 2015 za Bronisławem Komorowskim, w 2020 za Andrzejem Dudą, a w 2025 za Sławomirem Mentzenem.

## Turystyka
Oddział PTTK „Sudetów Wschodnich” w Prudniku ustanowił turystyczną Odznakę Krajoznawczą Ziemi Prudnickiej, którą zdobywa się poprzez zwiedzenie odpowiedniej liczby obiektów w miejscowościach położonych na ziemi prudnickiej, w tym w Nowej Wsi Prudnickiej. Przez Nową Wieś Prudnicką przebiega trasa Kolarskiego Rajdu Dookoła Ziemi Bialskiej, za przejechanie którego PTTK Prudnik przyznaje odznakę.

### Szlaki rowerowe
Przez Nową Wieś Prudnicką prowadzi szlak rowerowy:
- Trasa rowerowa PTTK nr 262-z: Biała – Stare Miasto – Solec – Rostkowice – Gostomia – Nowa Wieś Prudnicka – Urszulanowice – Moszna – Ogiernicze – Łącznik – Chrzelice – Rzymkowice – Pogórze – Frącki – Brzeźnica – Górka Prudnicka – Ligota Bialska – Biała

## Bezpieczeństwo

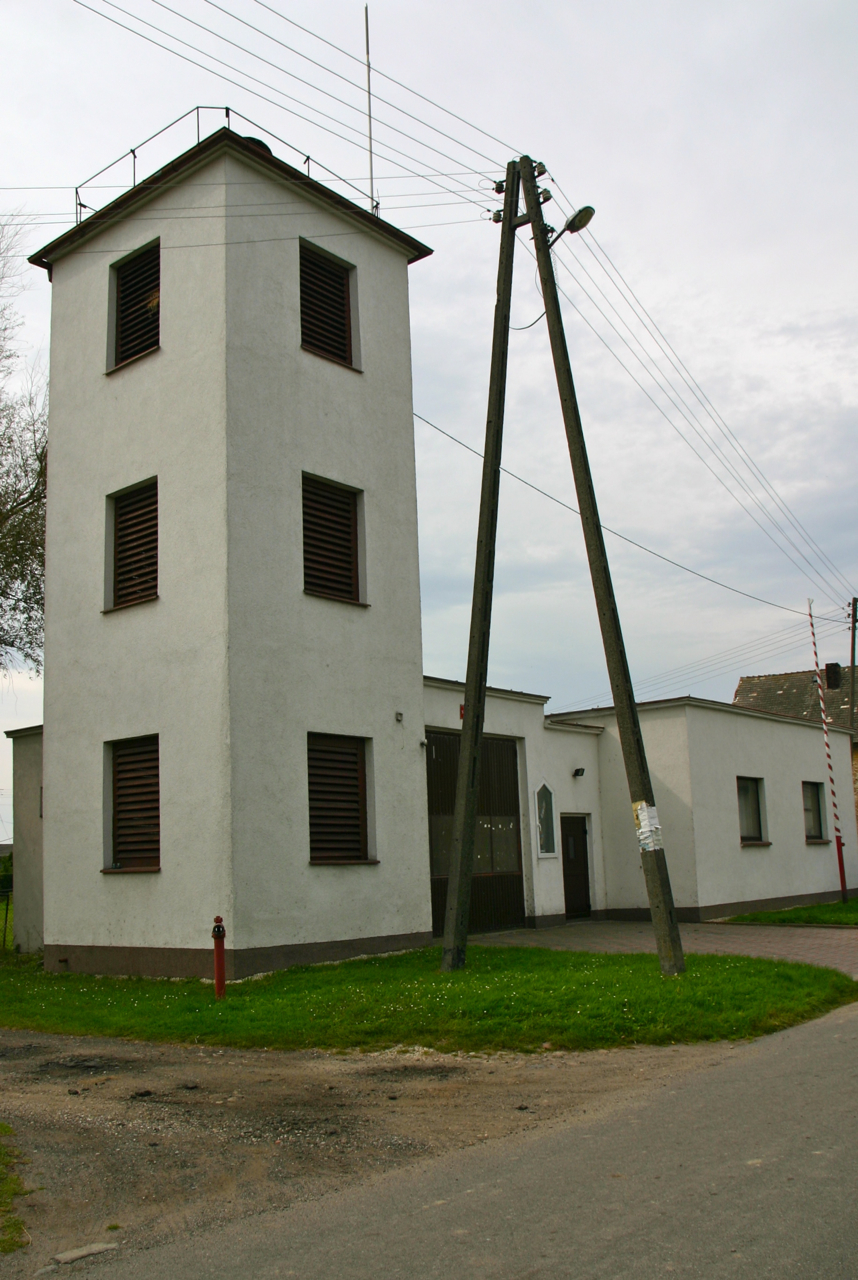
Remiza OSP Nowa Wieś Prudnicka

W zakresie ochrony przeciwpożarowej oraz innych miejscowych zagrożeń w Nowej Wsi Prudnickiej działa jednostka Ochotniczej Straży Pożarnej.
Miejscowość jest pod opieką dzielnicowego rejonu służbowego nr 15 Komendy Powiatowej Policji w Prudniku (Posterunek Policji w Białej).
Teren wsi, jak i całej gminy Biała, położony jest w strefie nadgranicznej w związku z czym Straż Graniczna dysponuje, na tym obszarze, specjalnymi kompetencjami w zakresie bezpieczeństwa. Gminę Biała obejmuje zasięgiem służbowym placówka Straży Granicznej w Opolu ze Śląskiego Oddziału SG.

## Ludzie związani z Nową Wsią Prudnicką
- Teofil Socha (1910–1985) – robotnik, poseł na Sejm PRL, urodzony w Nowej Wsi Prudnickiej